# Leopardo di Zanzibar
Il leopardo di Zanzibar è una popolazione del leopardo africano (Panthera pardus pardus) presente sull'isola di Unguja, nell'arcipelago di Zanzibar, in Tanzania, oggi ritenuta estinta localmente a causa della persecuzione da parte dei cacciatori locali e della perdita dell'habitat. Si trattava del più grande carnivoro terrestre e del predatore apicale dell'isola. Nel corso del XX secolo, l'aumento dei conflitti tra la popolazione umana e i leopardi portò alla demonizzazione del leopardo di Zanzibar e a tentativi sistematici di sterminarlo. Un progetto di conservazione del leopardo fu avviato a metà degli anni '90, ma venne abbandonato quando i ricercatori conclusero che vi fossero poche possibilità di sopravvivenza a lungo termine per la popolazione. Nel 2018, un leopardo sarebbe stato ripreso da una fototrappola, riaccendendo le speranze per la sopravvivenza della specie, sebbene alcuni esperti restino scettici.

## Tassonomia
Il leopardo di Zanzibar fu descritto come sottospecie a sé da Reginald Innes Pocock, che nel 1932 propose il nome scientifico Panthera pardus adersi. Tuttavia, un'analisi genetica molecolare dei campioni di leopardo condotta nel 1996 portò alla sua riclassificazione all'interno del leopardo africano (P. p. pardus). Nonostante ciò, alcuni autori continuano a utilizzare la denominazione P. p. adersi.

## Storia evolutiva
Si ritiene che la popolazione di leopardi di Zanzibar si sia evoluta in isolamento rispetto a quella del continente africano almeno dalla fine dell'ultima era glaciale, quando l'innalzamento del livello del mare separò l'isola dalla terraferma della Tanzania. L'effetto fondatore e l'adattamento alle condizioni locali avrebbero prodotto un leopardo di dimensioni inferiori rispetto ai parenti continentali, con rosette parzialmente disgregate in macchie. Tuttavia, nonostante queste differenze morfologiche, la differenziazione genetica di questa popolazione è inferiore rispetto a quella osservata tra le popolazioni oggi considerate vere sottospecie, tutte esterne al continente africano. Per questo motivo, tutte le popolazioni africane di leopardo, incluso il leopardo di Zanzibar, sono attualmente incluse nella sottospecie P. p. pardus.

## Biologia
Del comportamento e dell'ecologia del leopardo di Zanzibar si sa molto poco. Non è mai stato studiato in natura, e l'ultimo avvistamento certo di un esemplare vivo risale ai primi anni '80. Da allora, la maggior parte degli zoologi presume che il leopardo di Zanzibar sia estinto o quasi.
Nei musei sono conservate solo sei pelli, inclusi l'olotipo di P. p. adersi presso il Natural History Museum di Londra e un esemplare tassidermizzato molto scolorito al Museo di Zanzibar. Tuttavia, statistiche del governo di Zanzibar indicano che ancora a metà degli anni '90 i leopardi venivano uccisi da cacciatori, e gli abitanti dell'isola continuano a segnalare avvistamenti e casi di predazione sul bestiame.

## Conservazione
Le descrizioni del leopardo e delle sue abitudini fornite dagli abitanti rurali di Zanzibar sono intrise della diffusa credenza secondo cui gli stregoni terrebbero dei leopardi e li invierebbero per danneggiare o molestare i villaggi. Questa credenza include elaborate narrazioni su come gli stregoni allevino e addestrino i leopardi per compiere il male. Con queste spiegazioni, i contadini locali giustificano la predazione dei leopardi e, più in generale, la loro apparente «fuori luogo» presenza nei pressi delle fattorie e dei villaggi.
La crescita della popolazione umana e dell'agricoltura nel XX secolo fu largamente responsabile di questa situazione, con l'invasione dell'habitat del leopardo e della sua base trofica. Il conflitto crescente tra uomini e leopardi sfociò in una serie di campagne di sterminio. Inizialmente localizzate, queste campagne divennero estese a tutta l'isola dopo la Rivoluzione di Zanzibar del 1964, quando venne lanciata una campagna congiunta contro la stregoneria e per l'eliminazione dei leopardi, guidata da uno «scopritore di streghe». Il risultato a lungo termine di questa campagna e della successiva classificazione del leopardo come «nocivo» portò la popolazione sull'orlo dell'estinzione. Ciononostante, presunti avvistamenti continuano a essere riportati, e molti abitanti dell'isola credono che il leopardo di Zanzibar esista ancora. Già a metà degli anni '90 la popolazione era considerata estinta. Nel 1997 e nel 2001 circolarono voci sul ritrovamento di feci attribuibili al leopardo, ma i campioni andarono perduti prima di poter essere analizzati.
Un programma di conservazione fu redatto dal Jozani-Chwaka Bay Conservation Project, finanziato dalla CARE, ma abbandonato nel 1997 quando i ricercatori non trovarono prove concrete dell'esistenza del leopardo. Tuttavia, le autorità faunistiche locali restarono più ottimiste, e alcuni abitanti di Zanzibar proposero di coinvolgere presunti possessori di leopardi affinché mostrassero gli animali ai turisti dietro compenso. Alcuni villaggi offrono talvolta di accompagnare turisti o ricercatori a vedere presunti «leopardi domestici» in cambio di denaro, ma finora nessuna di queste «spedizioni» ha portato a un avvistamento reale.
Queste percezioni contrastanti sullo status del leopardo di Zanzibar e sulla possibilità di conservarlo rimangono irrisolte, e costituiscono un dilemma messo in evidenza da diversi ricercatori.
Nel 2018, un leopardo è stato ripreso da una fototrappola sull'isola di Unguja durante le riprese della serie Extinct or Alive prodotta da Animal Planet. Alcune autorità non considerano il video una prova attendibile, poiché la località precisa della ripresa non è nota e poche fonti affidabili ne hanno dato notizia. L'autore del video, Forrest Galante, ha tuttavia difeso l'autenticità della registrazione. Anche se le immagini mostrano chiaramente un leopardo, il disegno delle rosette non è ben distinguibile, e potrebbe trattarsi di un leopardo africano inselvatichito introdotto a Zanzibar. La prova definitiva potrebbe venire solo da analisi del DNA.